# Ducati Desmosedici RR
Die Desmosedici RR ist ein Motorrad der Kategorie Supersportler/Superbike des italienischen Herstellers Ducati.
Sie ist eine straßenzugelassene Replik der MotoGP-Werksmaschine Desmosedici GP.

## Technik

### Fahrwerk
Das Fahrwerk stammt von dem der 2006er MotoGP-Maschine ab und besteht aus einem Hybrid-Gitterrohrrahmen, einer druckbeaufschlagten Öhlins-Upside-down-Gabel vom Typ FG353 PFF mit Titannitrid-beschichteten 43-mm-Gleitrohren, einer Zweiarmschwinge mit Öhlins-Monofederbein. Telegabel und Federbein sind komplett einstellbar, die Druckstufe des Federbeins sogar getrennt nach High- und Low-speed-Bereich. Die geschmiedeten Räder aus einer leichten Magnesiumlegierung stammen vom italienischen Hersteller Marchesini (Brembo-Gruppe). Die speziell für die Desmosedici RR entwickelten Reifen Battlax BT-01 stammen von Bridgestone. Wie bei Rennmotorrädern Standard, hat die Maschine keinen separaten Heckrahmen, sondern ein selbsttragendes Monocoque aus kohlenstofffaserverstärktem Kunststoff.

### Motor / Kraftübertragung
Der Motor ist ein 90° Vierzylinder-V-Motor mit 989 cm³ Hubraum, 2 obenliegenden, von Zahnrädern angetriebenen, Nockenwellen pro Zylinderbank, 4 desmodromisch betätigten Titan-Ventilen und elektronischer Saugrohreinspritzung. Die asymmetrische, Twin Pulse genannte, Zündfolge wurde ebenfalls von der Desmosedici GP übernommen. Die Kraftübertragung erfolgt über eine Anti-Hopping-Trockenkupplung und ein 6-Gang-Kassettengetriebe an das Hinterrad.
Die volle Leistung von über 147 kW (200 PS) erreicht die Desmosedici RR nur mit einer nicht straßenzugelassenen, bis zu 102 dB(A) lauten, Rennauspuffanlage und einem darauf adaptierten Steuergerät.

## Sonstiges
Ducati produzierte die Desmosedici RR in limitierter Auflage von 1500 Exemplaren, die Auslieferung an die Käufer begann im Juli 2007. Der Preis lag bei rund 55.000 €. Zwei Farbvarianten waren erhältlich, das klassische Ducati-Rot („Rosso GP“) und die MotoGP-Lackierung in „Rosso GP“ mit weißen Streifen auf der Seitenverkleidung.
Der Schauspieler Tom Cruise war der erste Käufer einer Ducati Desmosedici RR in den USA.